# Munkebakken
Munkebakken er, som navnet antyder, en bakke, der ligger i Næstved centrum på Sydsjælland. Det er en del af Mogenstrup Ås, som strækker sig fra Munkebakken og mod sydøst. Bakken er med sine 48 moh blandt de højeste steder i byen, og området dækker 2 ha.
Bakken fungerer som en park og grønt område med bænke og lignende faciliteter. På toppen af bakken er der et udsigtstårn, hvorfra der er udsigt over det meste af byen.
Ifølge et sagn blev akken skabt, da en trold, som ikke brød sig om lyden fra byens kirkeklokker, fyldte en sæk med sand og drog mod byen. Der var dog hul i sækken, så sandet løb ud, hvorved Mogenstrup Ås blev skabt. I arrigskab kastede trolden sækken med det sidste sand mod Næstved, som blev til Munkebakken.
I 1997 skabte snedkeren Jens Andersen syv munkefigurer af elmetræer, som døbtes Munkene. De var inspireret af de forskellige munkeordener fra byens middelalder.
VUC Storstrøms afdeling i Næstved fik en ny bygning, der blev opført i 2018, og bygget ind i bakken. Dette ligger i det sydøstlige hjørne af bakken.
Mod vest ligger Næstved Rådhus, der blev opført i 1940 og mod øst ligger Næstved Station. For foden af bakken overfor rådhuset har Arne Bang udført skulpturen Fladsåtrolden, som står i et springvand. Oppe på bakken findes en mindesten for Peder Bodilsen.

## Galleri
- Mindesten for Peder Bodilsen på Munkebakken.
- VUC i Næstved ligger ved Munkebakken
- Munkebakken med skulpturen Fladsåtrolden i forgrunden. Udført af Arne Bang